# Ğalym Ahmetov
Ğalym Ahmetov (Kazachs: Ғалым Ахметов) (20 maart 1995) is een Kazachs wielrenner. 

## Carrière
In 2013 won Ahmetov de tweede etappe in de Ronde van Mazandaran, waardoor hij de leiderstrui overnam van Ernest Osmanov. Mede door overwinningen in de laatste twee etappes kwam deze leiderstrui niet meer in gevaar en schreef Ahmetov het eindklassement op zijn naam. Eerder dat jaar was hij op de mountainbike Aziatisch kampioen cross-country bij de junioren geworden.
In 20145 reed Ahmetov voor Continental Team Astana, dat na drie dopinggevallen ophield te bestaan. Ahmetov vertrok, met vijf andere renners van zijn oude team, naar Seven Rivers Cycling Team, dat eind mei een UCI-licentie verkreeg. In 2016 werd hij onder meer vierde in zowel het jongerenklassement van de Ronde van Azerbeidzjan als in die van de Ronde van Portugal. In 2017 werd hij derde in het eindklassement van de Ronde van Mersin en, achter Mark Padoen en İurii Natarov, derde in de GP Capodarco. Een jaar later won hij een etappe en het eindklassement in de Ronde van Fatih Sultan Mehmet.

## Overwinningen
2013
 Aziatisch kampioen cross-country, Junioren
2e, 4e en 5e etappe Ronde van Mazandaran
Eind- en bergklassement Ronde van Mazandaran
2018
1e etappe Ronde van Fatih Sultan Mehmet
Eindklassement Ronde van Fatih Sultan Mehmet

## Ploegen
- 2014 –  Continental Team Astana
- 2015 –  Seven Rivers Cycling Team (vanaf 28-5)
- 2016 –  Astana City
- 2017 –  Astana City
- 2018 –  Astana City
- 2019 –  Astana City

Axmetov · Ayazbajev · Benfatto · Bïjigitov · Davïdenok · Fedosejev · Gackïy · Galejev · Ïşanov · Koelimbetov · Majdos · Okïşev · Panassenko · Pernebekov · Qojatajev · Rive · Scartezzini · Semenov · Şemyakïn
Axmetov · Gackïy · Galejev · Koelimbetov · Koezmin · Lwşşenko · Miraliev · Natarov · Nikitin · Panassenko · Satlikov · Stalnov · Şteyn · Tsjsjerbinin · Tsoj · Zjoemakan
Axmetov · Gorboesjin · Koelimbetov · Koezmin · Lwşşenko · Natarov · Nikitin · Panassenko · Pronskïy · Satlikov · Şteyn · Tsjsjerbinin · Tsoj · Ulısbajev
Axmetov · Bajembajev · Coy · Kwzmïn · Lwşşenko · Marwxin · Natarov · Nïkïtïn · Pronskïy · Şteyn · Ulısbajev · Zaycev